# ホアビン県

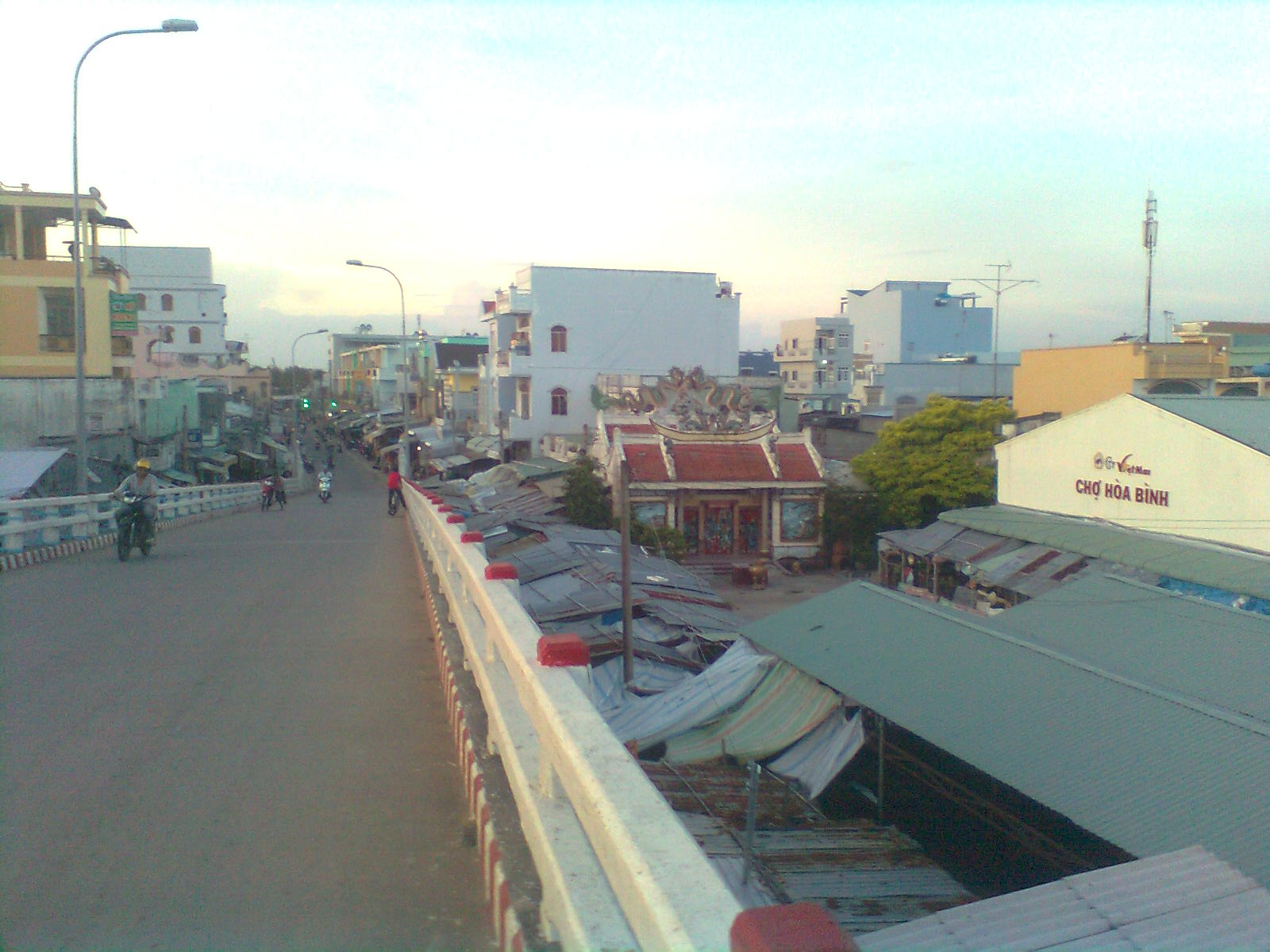
市場

ホアビン県（ホアビンけん、ベトナム語：Huyện Hòa Bình / 縣和平  発音）は、ベトナム社会主義共和国バクリエウ省の県。面積は426.49km²、人口は111,899人（2018年）である。

## 行政区画
1市鎮7社から構成される。